# Frat Pack
Le Frat Pack est le nom donné à l'origine par le journal USA Today à un groupe d'acteurs comiques américains nés dans les années 1960 et au début des années 1970.

## Membres
Les membres du groupe les plus fréquemment cités sont :
- Ben Stiller,
- Jack Black,
- Steve Carell,
- Will Ferrell,
- Paul Rudd,
- Vince Vaughn,
- Luke Wilson,
- Owen Wilson.

## Collaborateurs réguliers
Wes Anderson, Judd Apatow, Adam McKay et Todd Phillips comptent parmi les réalisateurs ou producteurs ayant participé régulièrement à plusieurs films du Frat Pack.
À la sortie de 40 ans, toujours puceau, les termes Team Apatow ou the Apatow Mafia émergent, du nom de réalisateur/producteur Judd Apatow. Ce terme désigne un groupe composé de Seth Rogen, Danny McBride, Jay Baruchel, Michael Cera, Jason Segel, Jonah Hill, James Franco, Craig Robinson, Joe Lo Truglio, Martin Starr, Bill Hader, Christopher Mintz-Plasse, David Krumholtz et Evan Goldberg. En plus d'apparaître fréquemment dans les films du Frat Pack, ces personnalités collaborent régulièrement entre elles. Dès lors, des fans les considèrent comme des membres à part entière du Frat Pack.

## Historique
Le terme est utilisé en juin 2004 par USA Today et repris par les autres médias,,  en référence au Brat Pack, groupe d'acteurs des années 1980 et naturellement contresigne du groupe de Rat Pack de Frank Sinatra des années 1960. Il s'agit d'une contraction entre « Frat » (diminutif du mot fraternité) et le Rat Pack de Frank Sinatra. Le nom fut choisi en référence à un film du groupe : Retour à la fac (Old School), de Todd Phillips, sorti en 2003, dans lequel figurent trois des membres : Vince Vaughn, Will Ferrell et Luke Wilson.
Cependant, Ben Stiller dénonce l'utilisation de l'expression.

## Filmographie

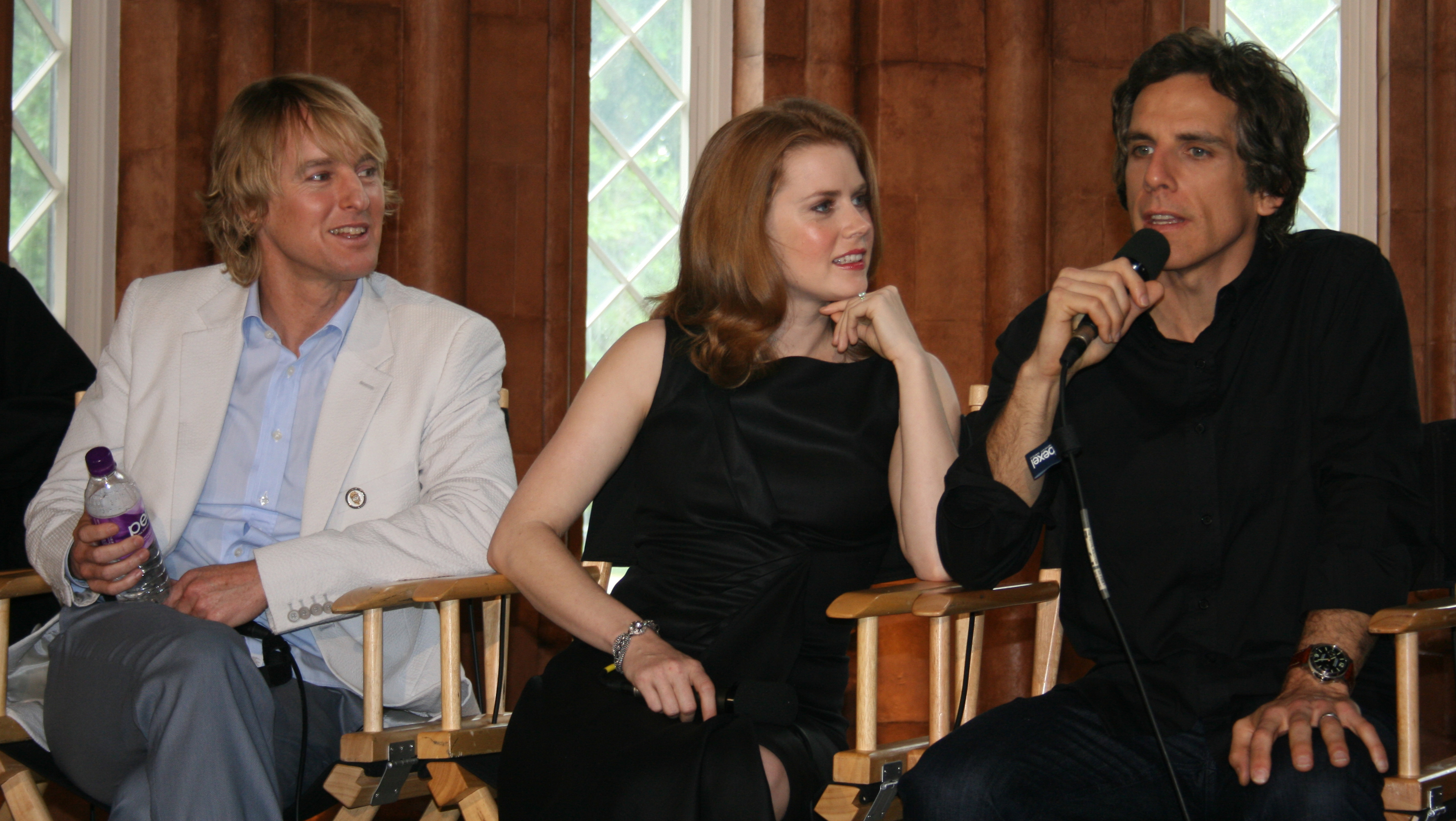
Owen Wilson, Amy Adams et Ben Stiller, lors de la promotion de La Nuit au musée 2, en 2009.

Le premier film référencé du mouvement est Tête brûlée, réalisé par Wes Anderson en 1996, avec Owen Wilson (également coscénariste aux côtés d'Anderson) et son frère Luke dans les rôles principaux. Malgré le succès critique, le long-métrage passe inaperçu en salles.
S'ensuivent Disjoncté de Ben Stiller puis Permanent Midnight de David Veloz, lesquels ne connaissent pas le succès escompté à l'époque.
Ce n'est qu'à partir de 2000, avec Mon beau-père et moi, que le Frat Pack va connaître ses heures de gloire, obtenant un succès à la fois critique et public.
L'année suivante, Zoolander, réalisé, écrit et interprété par Stiller (considéré comme le leader reconnu), sort en salles et devient le premier « classique » du mouvement.
Parmi les autres longs-métrages les plus notables du Frat Pack, il y a La Famille Tenenbaum, nommé à l'Oscar du meilleur scénario original, Retour à la fac, Starsky et Hutch, adaptation cinématographique de la série télévisée, Dodgeball ! Même pas mal !, 40 ans, toujours puceau, Ricky Bobby : roi du circuit, Serial noceurs, La Nuit au musée et sa suite, Les rois du patin et Tonnerre sous les Tropiques.
En outre, bien que tous les membres du mouvement ne soient jamais apparus ensemble dans un seul film, sept des huit acteurs du Frat Pack apparaissent dans Présentateur vedette : La Légende de Ron Burgundy (Anchorman: The Legend of Ron Burgundy), réalisé par Adam McKay en 2004. Seul Owen Wilson ne figure pas à la distribution.